# 교통 패스
교통 패스는 미리 구매한 일정 횟수만큼 이용하거나, 정해진 기간 내에 무제한으로 이용 가능한 교통 서비스다.

## 종류

### 시간별
교통 패스의 종류는 일반적으로 다음과 같다.
- 데이 패스 (일일패스) - 당일 무제한 탑승이 가능하다.
- 주간 패스 - 7일 동안 무제한 탑승이 가능하다.
- 월간 패스 - 한 달 동안 무제한 탑승이 가능하다. 개월 수는 다양하므로 해당 패스 사용에 대한 할인은 매달 다를 수 있다.
- 연간 패스 - 1년 내내 무제한 탑승이 가능하다.

### 교통별

#### 버스
- SUNQ 패스 (일본 규슈 지방)

#### 항공
- 민트패스 (에어서울)

## 같이 보기
- 무료 승차제
- 스마트카드